# Jim Knobeloch
Jim Knobeloch (født 18. marts 1950) er en amerikanske skuepiller, bedst kendt som Jake Slicker i Lille doktor på prærien. 
Han Var tidligere gift med Beth Sullivan en amerikansk manuskriptforfatter og film- og tv-producer, som er kendt på skaberen af tv serien Lille doktor på prærien. Jim og Beth har 2 børn Tess og Jack, som lever in nord Californien med deres mor.